# Thomas Gresham

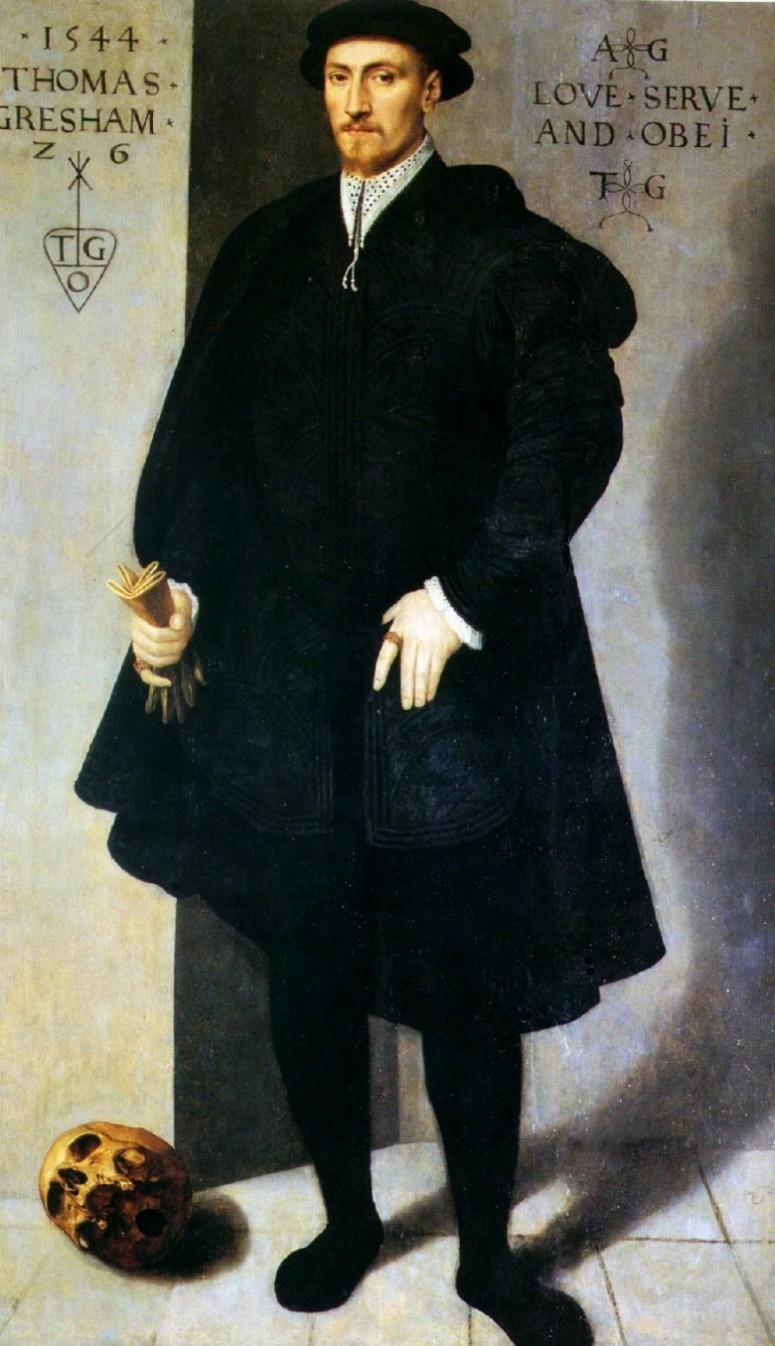
Thomas Gresham, 1544

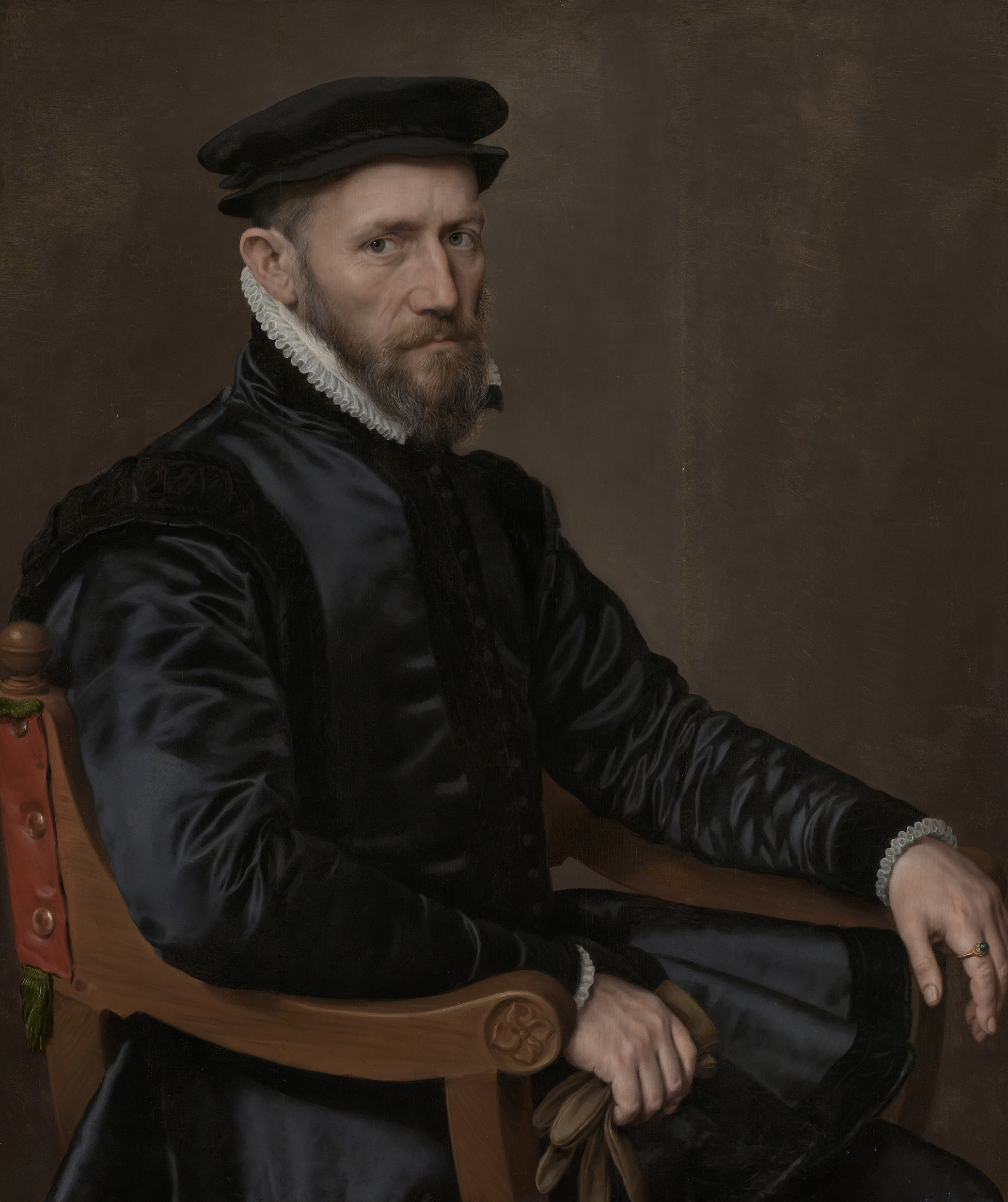
Retrato de Thomas Gresham, pintado por Antonio Moro.

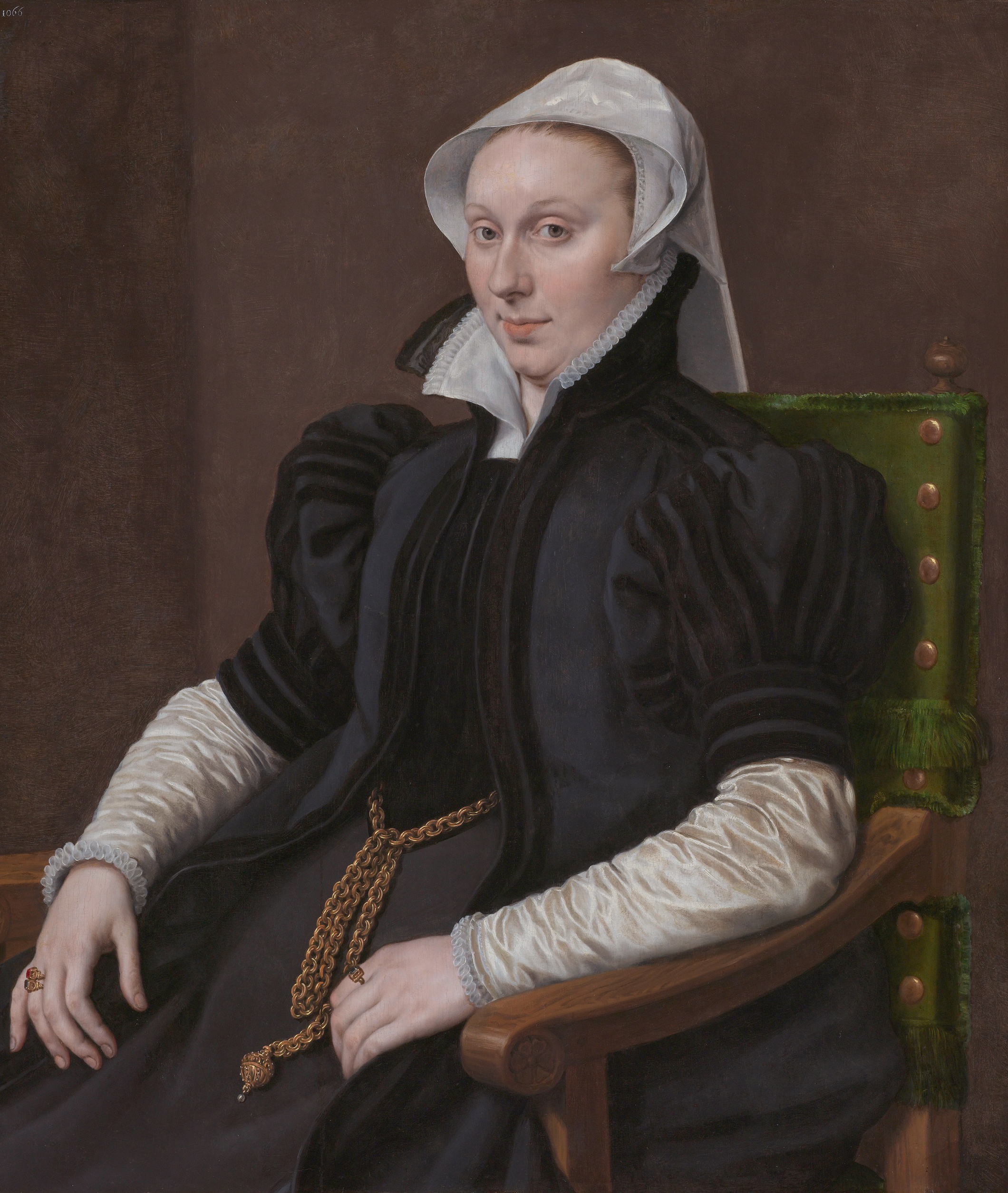
Retrato de Anne Ferneley (c. 1560), esposa de Thomas Gresham. Pintado por Antonio Moro.

Thomas Gresham (Londres, 1519 – 21 de noviembre de 1579) fue un comerciante y financiero inglés que trabajó para el rey Eduardo VI de Inglaterra y para la reina Isabel I.

## Familia e infancia
Descendiente de una antigua familia de Norfolk, Gresham fue uno de los cuatro hijos de Sir Richard Gresham, uno de los principales comerciantes de Londres, que durante algún tiempo ocupó el cargo de alcalde de Londres y que por sus servicios como agente de Enrique VIII, en la negociación de préstamos con los comerciantes extranjeros, recibió el honor de ser nombrado caballero.
Estudió durante un tiempo en el Gonville y Caius College, en la Universidad de Cambridge. Ya sea antes o después de su estancia en Cambridge permaneció durante ocho años como aprendiz de su tío, Sir John Gresham, también comerciante y que fundaría la Gresham's School en Holt, Norfolk en 1555.

## Agente en Los Países Bajos
En 1543 La sociedad de comerciantes "the Mercers Company" admitió al joven de 24 años como miembro de la sociedad y en ese mismo año fue enviado como comerciante a los Países Bajos, donde actuó en diversos asuntos como agente del rey Enrique VIII. En 1544 se casó con Anne Ferneley, la viuda de William Read, un comerciante de Londres, pero él todavía continuó residiendo en Amberes, donde tenía su sede comercial.

## Rescate de la libra
En 1551 la mala gestión de Sir William Dansell, comerciante del rey en los Países Bajos, había llevado al gobierno inglés a grandes apuros financieros, las autoridades decidieron llamar a Gresham para que diera su consejo y posteriormente lo eligieron para que llevara a cabo sus propias propuestas. Solicitó la adopción de una serie de medidas - muy ingeniosos, pero bastante arbitrarias y poco justas- para aumentar el valor de la libra esterlina en la bolsa de Amberes y los resultados fueron tales que en pocos años consiguió que el rey Eduardo VI quedase liberado de casi la totalidad de su deuda. El gobierno buscó el consejo de Gresham en todas sus dificultades financieras y con frecuencia también lo empleó en misiones diplomáticas, aunque no tenía estipulado ninguna retribución, en recompensa a sus servicios recibió del rey cuantiosas donaciones de tierras.

## Servicios a la corona
Con el acceso de la Reina María a la corona, Gresham fue desplazado de su puesto de asesor financiero por William Dauntsey. Pero las operaciones financieras de Dauntsey resultaron ser poco efectivas y pronto Gresham se reinstalará de nuevo de asesor y agente financiero del gobierno, siendo ampliamente recompensado por ello.
Bajo el reinado de Isabel entre 1558 y 1603, continuó también en sus funciones y también actuó como embajador temporal en la corte de los Duques de Parma, siendo nombrado caballero en 1559, previamente a su marcha.
La inestabilidad existente, previa a la Guerra de los Ochenta Años lo obligó a abandonar Amberes el 10 de marzo de 1567 y aunque el resto de su vida permaneció en Londres, continuó su actividad como comerciante y agente financiero del gobierno de la misma manera que antes. Acabó convertido en uno de los hombres más ricos de Inglaterra.

## Fundación de la Real Lonja de Londres (The Royal Exchange)
En 1565, Gresham hizo una propuesta a la corte de concejales de Londres, para construir a su costa, una bolsa o lonja para comerciantes, que acabaría convirtiéndose en la Royal Exchange, tomando como modelo la ya existente en Amberes, con la condición de que la ciudad proporcionase los terrenos adecuados. Con esta propuesta buscaba a la vez beneficiar sus interés particulares y los intereses de los comerciantes, en contraprestación a sus gastos y a sus actuaciones, recibiría el rendimiento del alquiler de las tiendas situadas en la parte superior del edificio, por un importe anual de 700 libras.

## Muerte
Gresham murió de repente el día 21 de noviembre de 1579 de apoplejía.